# Alosa del Karoo
L'alosa del Karoo (Calendulauda albescens) és una espècie d'ocell de la família dels alàudids (Alaudidae).

## Hàbitat i distribució
Habita zones semidesèrtiques del sud-oest de Namíbia i oest i centre de Sud-àfrica.